# Inna Șupac

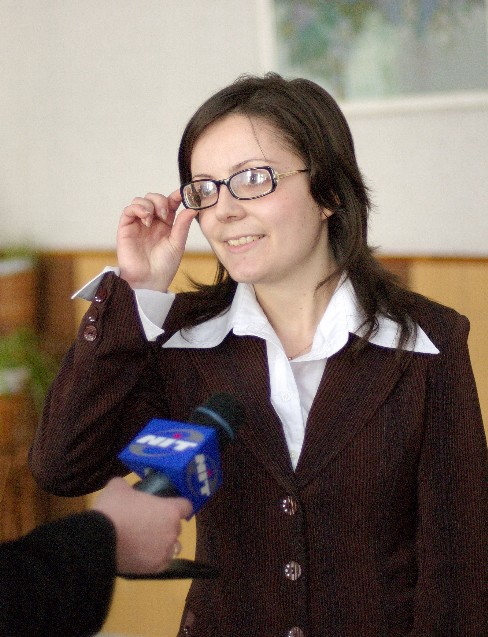
Inna Șupac

Inna Șupac (* 9. Februar 1984) ist eine moldauische Aktivistin der Zivilgesellschaft, ehemaliges Mitglied des Parlaments der Republik Moldau von 2009 bis 2019.

## Ausbildung und beruflicher Werdegang
Inna Șupac begann nach dem Schulbesuch ein Studium im Fach Internationale Beziehungen an der Freien Internationalen Universität von Moldau (Universitatea Liberă Internațională din Moldova), das sie 2006 mit einem Lizenziat abschloss. Nach ihrem Abschluss absolvierte sie ein Praktikum beim Europäischen Parlament in Brüssel und Straßburg. Nach ihrer Rückkehr war sie Assistentin im Stab des Präsidenten der Republik Moldau Vladimir Voronin. Sie absolvierte von Oktober 2006 bis Oktober 2007 ein postgraduales Studium am Europäischen Institut für Politikwissenschaft (Institutul European de Ştiinţe Politice). Parallel dazu absolvierte sie ein weiteres postgraduales Studium im Fach Anthropologie an der Hochschule für Anthropologie (Şcoala Antropologică Superioară), das sie mit dem Magister abschloss.
Sie nahm am Besucherprogramm der Europäischen Union teil, das sich an junge Führungskräfte und Meinungsbildner richtet.
Inna Șupac arbeitet als Expertin am Institut für Strategische Initiativen (IPIS) in der Republik Moldau. Sie verfügt über umfangreiche Erfahrung in der Entwicklung öffentlicher Strategien, Forschung und Lobbyarbeit in den Bereichen verantwortungsvolle Regierungsführung, Menschenrechte, interethnische Beziehungen und Konfliktlösung. Als Aktivistin der Zivilgesellschaft war sie Mitveranstalterin einer wöchentlichen Talkshow, die politische Reformen analysierte und den sozialen Zusammenhalt förderte.
Derzeit ist sie Fellow an der Nordrhein-Westfälische Akademie für Internationale Politik in Bonn (Deutschland).

## Abgeordnete im Parlament
Inna Șupac war zehn Jahre lang als Parlamentsabgeordnete: Wahl am 5. April 2009, Wahl am 29. Juli 2009, Wahl am 28. November 2010, Wahl vom 30. November 2014. In verschiedenen Phasen ihrer parlamentarischen Tätigkeit war Inna Vorsitzende einer parlamentarischen Gruppe, stellvertretende Vorsitzende des parlamentarischen Kooperationsausschusses Europäische Union-Moldau und Mitglied der Parlamentarischen Versammlung des Europarats.

## Weblink
- Eintrag auf der Homepage des Parlaments der Republik Moldau